# Districte de Gwadar
El districte de Gwadar és una divisió administrativa de la província de Balutxistan al Pakistan. Fou creat l'1 de juliol de 1977 amb capital a la ciutat de Gwadar, dins la divisió de Makran (creada sobre la base del districte de Makran i dividida en tres districtes); anteriorment era un tehsil del districte de Makran. Segons el cens de 1998 el districte tenia 178.989 habitants i el 2005 s'estima en 250.000. La superfície és de 15.216 km².
Administrativament està format per subdivisions (dues: Gwadar i Pasni), quatre tehsils i un subtehsil
- Gwadar
  - Gwadar
  - Jiwani
  - Suntsar (subtehsil)
- Pasni
  - Pasni
  - Ormara